# Guildhall de Leicester
El guildhall de Leicester, ubicado en la ciudad homónima de Inglaterra, es un edificio con estructura de madera, datando la parte más antigua de la misma alrededor del año 1390. Es un edificio ubicado en el centro de la ciudad en el que los miembros de un gremio se reunían en el pasado. Este en concreto llegó a actuar alguna vez como sede del ayuntamiento hasta la construcción del actual consistorio en 1876. Está ubicado en la antigua ciudad amurallada, en una calle ahora conocida como Guildhall Lane. Primero fue utilizado como lugar de reunión para el Gremio de Corpus Christi y luego para el propio concejo. La sala se usó para muchos propósitos, incluidas reuniones del consejo, fiestas, sala de audiencias y representaciones teatrales. El ultimátum dado a la ciudad durante la Guerra civil inglesa fue discutido aquí. Es un edificio catalogado de Grado I, junto a su área circundante, que también incluye la Catedral de San Martín.

## Historia
Fue construido alrededor de 1390 como el lugar de reunión del Gremio de Corpus Christi, un grupo de hombres de negocios y nobleza que tenían conexiones religiosas. También era usado para banquetes, festivales. El concejo de Leicester compró el guildhall a finales del siglo XIV.
Se dice que William Shakespeare apareció aquí a finales del siglo XVI. En reconocimiento de esto, la compañía de televisión Maya Vision llevó a la Royal Shakespeare Company a actuar en el guildhall como parte de su serie de 2003 para la BBC, In Search of Shakespeare, escrita y narrada por el historiador Michael Wood. Parte de la leyenda de Shakespeare es que el bardo se encontró por primera vez con la historia del Rey Leir, obra anónima anterior a su obra de teatro y que relataba la leyenda de dicho rey britano. Sin embargo, no hay evidencia real que apoye esto, aunque la leyenda del rey Leir está asociado con Leicester.
Durante la revolución inglesa, el alcalde y la corporación recibieron una demanda del príncipe Ruperto del Rin por valor de 2 000 libras. Se tomó la decisión en el guildhall de ofrecer un préstamo de 500 libras esterlinas y se hizo un llamamiento al rey Carlos I. En mayo de 1645, el rey, en un intento de desviar la atención del parlamento de Oxford, colocó un ejército de 6 000 hombres fuera de las murallas de la ciudad el 29 de mayo de 1645. De nuevo, las decisiones importantes con respecto al destino de la ciudad se tomarían en el guildhall. El 30 de mayo de 1645, el ejército realista hizo una demanda tras otra a la ciudad, que jugó por ganar tiempo. Al final, Ruperto atacó la ciudad pasado el mediodía, destruyendo las murallas de la ciudad y los defensores tomaron la última posición frente al guildhall y la iglesia cercana. Los realistas luego entraron en el guildhall saqueando los archivos de la ciudad, y la maza y el sello. La victoria realista se revirtió un par de semanas después con la derrota en Naseby.
Los registros también muestran que los gastos de entretenimiento se pagaron por artículos como vino y cerveza para Oliver Cromwell. Aunque esto no prueba que Cromwell se alojase en el guildhall, es muy probable que lo visitara en diversas ocasiones. El escudo de armas del rey Carlos I se puede ver hoy en el interior de la llamada Sala del Alcalde.
La corporación municipal se trasladó al nuevo ayuntamiento en el año 1876. Además de comisaría, más tarde se utilizó como escuela. Sin embargo, el edificio se estaba volviendo cada vez más ruinoso, y en la década de 1920 había planes para demolerlo. Después de la intervención de la Sociedad Histórica y Arqueológica de Leicestershire, el ayuntamiento inició los trabajos de restauración del edificio y lo terminó en 1926, cuando se inauguró como museo.
En una conferencia de prensa celebrada en el guildhall el 4 de febrero de 2013, se confirmó que los arqueólogos habían descubierto los restos de Ricardo III de Inglaterra en el cercano aparcamiento de Greyfriars.
En la actualidad el edificio es usado como lugar de actuación y museo.
Como anécdota, cabe reseñar que, con cinco fantasmas reportados, es supuestamente el edificio más embrujado de Leicester. Debido a sus apariciones reportadas, ha aparecido en varios programas de televisión, incluida la investigación en el programa de televisión Most Haunted.